# David Josiah Brewer
David Josiah Brewer (* 20. Januar 1837 in Smyrna, Osmanisches Reich; † 28. März 1910 in Washington, D.C.) war ein US-amerikanischer Jurist, der mehr als zwanzig Jahre Richter am Obersten Gerichtshof der USA (US Supreme Court) war.

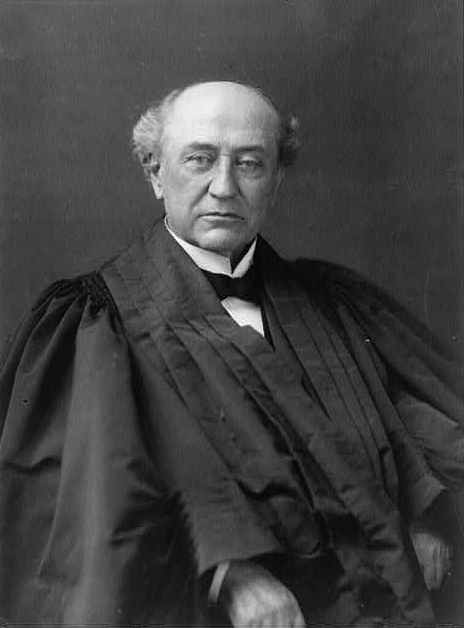
David Josiah Brewer

## Leben

### Rechtsanwalt, Staatsanwalt und Richter
Brewers Vater war Missionar im Osmanischen Reich und seine Mutter eine Schwester von Stephen Johnson Field, der ebenfalls Richter am Obersten Gerichtshof war. Nach dem Schulbesuch studierte er zunächst an der Wesleyan University und dann an der Yale University bis zum Abschluss 1856. Ein anschließendes postgraduales Studium der Rechtswissenschaften an der Albany Law School beendete er 1858.
Im Anschluss war Brewer, der sich auch in der American Bible Society engagierte, nach seiner anwaltlichen Zulassung zuerst als Rechtsanwalt in Kansas City tätig, ehe er 1862 Richter in Testaments- und Strafverfahren in Leavenworth wurde. 1865 erfolgte seine Ernennung zum Richter am Ersten Gerichtsbezirk von Kansas und danach von 1869 bis 1870 zum Staatsanwalt von Leavenworth. Nachdem er von 1870 bis 1884 Richter am Kansas Supreme Court war, wurde er 1884 als Nachfolger von George W. McCrary zum Richter am US Court of Appeals für den achten Gerichtsbezirk berufen.

### Richter am US Supreme Court
Nach dem Tod von Stanley Matthews am 22. März 1889 wurde er am 18. Dezember 1889 von US-Präsident Benjamin Harrison zum Beigeordneten Richter am Obersten Gerichtshof der Vereinigten Staaten ernannt und trat das Amt offiziell am 6. Januar 1890 an.
Das Amt des Associate Justice übte er bis zu seinem Tod am 28. März 1910 aus und wurde dann von Charles Evans Hughes abgelöst, der zwischen 1930 und 1941 Chief Justice of the United States war. Nach seinem Tod wurde er auf dem Mount Muncie Cemetery in Lansing bestattet.

#### Bedeutende Entscheidungen
Während seiner Richtertätigkeit wirkte er 1896 an der Entscheidung im Verfahren Plessy v. Ferguson mit, nach der die Rassentrennung durch die Bundesstaaten erlaubt ist, solange die Einrichtungen für Schwarze und Weiße vergleichbar sind. Diese Entscheidung wurde erst knapp sechzig Jahre später durch die Entscheidung im Verfahren Brown v. Board of Education vom 17. Mai 1954 aufgehoben.
Weitere bekannte Verfahren während seiner Zugehörigkeit zum US Supreme Court waren:
- In dem Verfahren Church of the Holy Trinity v. United States (1892) hatte der US Supreme Court zwischen der Church of the Holy Trinity und einem englischen anglikanischen Priester darüber entscheiden, ob ein zwischen diesen geschlossener Vertrag gegen ein Gesetz von 1885 verstoßen würde, das die Einstellung von ausländischen Staatsangehörigen verbot. Dabei kam der Oberste Gerichtshof zu dem von Brewer verfassten Urteil, dass der zuvor entscheidende US District Court für den Süd-Bezirk von New York falschlag, der den Arbeitsvertrag als gegen das Gesetz verstoßend erkannte. Dabei unterstrich das Oberste Gericht insbesondere die Rolle des Priesters, den es nicht als ausländischen Arbeitnehmer sah. Die Entscheidung prägte die Bezeichnung der USA als „Christian Nation“.
- In dem Verfahren Giles v. Harris (1903) bestätigte der US Supreme Court ein Gesetz des Staates Alabama zur Registrierung und Qualifikation von Wahlberechtigten und lehnte es somit ab, Afroamerikanern ein Wahlrecht in Alabama einzuräumen, das diesen systematisch von dem nur mit weißen US-Staatsangehörigen besetzten Parlament Alabamas verwehrt wurde. Obwohl der Beschwerdeführer Jackson W. Giles darin eine Rassendiskriminierung gegenüber Farbigen sah, hielt der Supreme Court dieses Wahlgesetz für nicht verfassungswidrig, da es letztlich Regelungen zur Registrierung und Qualifikation von allen Wahlberechtigten enthielt. Brewer vertrat zusammen mit Henry Billings Brown und John Marshall Harlan abweichende Meinungen zu diesem Urteil, unterlag aber mit drei zu sechs Richterstimmen.
- In dem Verfahren Muller v. Oregon (1908) hatte der Oberste Gerichtshof über ein Arbeitszeitgesetz von Oregon zu entscheiden und die darin enthaltenen Bestimmungen zur Arbeitszeit von Frauen. Dabei kam das Gericht zu dem Urteil, dass die in dem Arbeitszeitgesetz Oregons enthaltenen Bestimmungen zur Beschränkung der Arbeitszeit von Frauen nicht gegen den 14. Zusatzartikel zur US-Verfassung verstoßen würde, weil die Einschränkung durch das starke staatliche Interesse am Schutz der weiblichen Gesundheit gerechtfertigt sei, und damit das Urteil des Supreme Court of Oregon bestätigt.

## Schriften
- The Pew for the Pulpit, 1897
- The World's Best Orations, from the earliest period to the present time, 1899
- Yale's Relation to Public Service, 1901
- American Citizenship, 1902
- The United States a Christian Nation, 1905
- Two Periods in the History of the Supreme Court, 1906
- The Mission of the United States in the Cause of Peace, 1909